# Jiří Kostúr
Jiří Kostúr (8. září 1942 – 24. října 2023) byl český spisovatel.
Narodil se v Praze české matce a slovenskému otci. Pracoval v různých profesích, mj. jako topič, dřevorubec a řidič, a věnoval se psaní. V sedmdesátých letech se seznámil s komunitou kolem undergroundu a od roku 1979 působil spolu s Františkem „Čuňasem“ Stárkem v samizdatovém časopisu Vokno, kde byl mj. literárním redaktorem a přispíval knižními recenzemi. V dubnu 1981 podepsal Chartu 77. V roce 1993 vydal autobiografickou knihu Satori v Praze. Psal také básně a vydal řadu cestopisných knih. V roce 2010 vyšlo jeho společné dílo se Stárkem, antologie Baráky. Souostroví svobody. Zemřel při autonehodě ve Francii ve věku 81 let.

## Knihy
- Satori v Praze (1993)
- Lesní hovory (2000)
- Toulavý kopyta (2006)
- Vidět sekvoje, …a zemřít (2008)
- Baráky. Souostroví svobody (2010)
- Dobrý práskač Švejk – „prameny“ StB mluví (2013)
- Island – země v zrodu (2015)
- Stařec a láska (2015)
- Tančící derviš (2015)
- Union Jack (2016)
- Tři hároši v Pobaltí (2016)
- Toulky Bosnou, Albánií, Řeckem (2016)
- Tři hároši na Sicílii (2017)
- Tři hároši v Podněstří (2017)
- Ještě Evropou: Zámky na Loiře, Bretaň, Amsterdam, Hamburg, Skandinávie (2017)
- Drž ten volant oběma rukama: Korsikou, Sardinií (2018)
- Povídky ze zadní kapsy (2018)
- Křížem krážem Zakavkazskem (2019)
- Dva kreténi na Krétě (2020)